# Люксембургский район (Оренбургская область)
Люксембургский район — административно-территориальная единица в составе Оренбургской области, существовавшая в 1934 по 1962 год. Административный центр — село Яшкино.

## История
Люксембургский район был образован в 1934 году на основе Люксембургской волости (выделена в 1919 году из Кипчакской волости Ток-Чуранского кантона Автономной Башкирской Советской Республики). В 1959 г. присоединён бывший Ивановский район. В 1962 г. район ликвидирован, территория передана в состав Сорочинского района.

## Административное деление
В состав района входили:
- Богомазовский сельсовет: село Богомазово, село Долинск, село Аненнково, село Ишалка.
- Вознесенский сельсовет: Александровка, МТС Новоуральская, мельница № 19, посёлок Михайловский, село Вознесенка, деревня Петропавловка.
- Грачевский сельсовет: село Грачёвка, посёлок Красный, посёлок Курноска, Первомайский, посёлок ферма № 4 совхоза имени Свердлова, посёлок Ягодинцево, поселок Роднички.
- Еленопольский сельсовет: посёлок Дубовый, посёлок Комсомолец, посёлок Ново-Алексеевка, посёлок Ново-Ивановка, посёлок Новоселова, посёлок Ново-Ягодное.
- Кинзельский сельсовет: посёлок Горный, посёлок Калиновка, село Кинзелька, посёлок Красный Яр, посёлок Новый Ташкент, посёлок Петропавловск, посёлок Роза Люксембург № 5, посёлок Роза Люксембург № 6, посёлок Ряполовский, посёлок совхоз имени Ленина, посёлок ферма № 1, посёлок ферма № 2, посёлок № 3, посёлок Чилищенский.
- Люксембургский сельсовет: посёлок Донской, посёлок Дрыгин Сад, посёлок Клинок, посёлок Каменец, посёлок Корнилов Лог, мельница № 2/6, посёлок Плешаново, посёлок Юговка.
- Новопетровский сельсовет: село Горки, посёлок Ленинск, село Ново-Петровка, посёлок совхоз имени Свердлова, ферма № 1 совхоза им. Свердлова, ферма № 2 совхоза им. Свердлова, ферма № 3 совхоза им. Свердлова, посёлок Урюм.
- Подольский сельсовет: деревня Калтан, деревня Красиково, деревня Кутерля, деревня Луговск, деревня Подольск, деревня Ровнополь.
- Средне-Ильясовский сельсовет: деревня Верхне-Ильясово, деревня Нижне-Ильясово, посёлок Средне-Ильясово.
- Яиковский сельсовет: посёлок Васильковка, деревня Верхнебахтиярово, деревня Новояиково, посёлок Григорьевка, деревня Карьяпово, деревня Бахтиярово, деревня Нижне-Яиково, посёлок Пролетарка, посёлок Чапаевка.
- Яшкинский сельсовет: посёлок Ананьевка, посёлок Косогорск, посёлок Красный, посёлок Красный Ключ, культстан «Бориска», посёлок Куштак, посёлок Суходол, село Яшкино.

После присоединения Ивановского района в состав были переданы следующие сельсоветы:
- Александровский сельсовет: поселка Александровка, поселка Борисовский.
- Дмитриевский сельсовет: посёлки № 2, 3, 4, 5, 6, 7, 8, 9, 10, 12, 30, 31, 32, 35, 38, 39, 40, 44, 45, 46 и посёлок Свобода.
- Залесовский сельсовет: Залесовка, МТС Залесовская, посёлок Федоровка.
- Ибряевский сельсовет: Ибряево, Игенче, Красиков № 5.
- Ивановский сельсовет: Ивановка, Мало-Ивановка, Ново-Николаевка, Советский.
- Иневатовский сельсовет: аул казахский, посёлок Жданово, зимовка колхоза «1-е мая», Иртек, Кадыркулово, Каркабак, Паркин, Саблин, Сексяево, Ферма № 2, ферма № 3.
- Новоюласенский сельсовет: зимовка совхоза «Ударник», посёлки № 47, 48, 56, 58, 59, 62, 70, Семеновский, Соловьевский, ферма № 4 совхоза «Ударник».
- Преображенский сельсовет: Покровка, Преображенка.
- Старо-Богдановский сельсовет: Абдулово, Михайловка, Пробуждение, Старая Богдановка, Токский, Юлтыевская МТС.
- Село-Никольский сельсовет: аул № 1 казахский, аул № 2 казахский, посёлок Гремучий, посёлок Гуменный, Егорьевка, деревня Никольское, посёлки № 6,9,10, село Никольское, посёлок Толстовский.
- Старо-Юлдашевский сельсовет: деревня Ново-Юлдашево, деревня Старо-Юлдашево, деревня Средне-Юлдашево.
- Утеевский сельсовет: деревня Утеево.
- Учкаинский сельсовет: хутор Азнабай, зимовка Березка, посёлок 1-е Мая, посёлки под номерами 19, 20, 21, 22, 23, 24, 25, 26, 27, 28, 41, 42, 57, 61, 63, ферма № 1.
- Юлтыевский сельсовет: деревня Байгужево, деревня Булатово, деревня Исмагулово, село Юлтыево.
- Юринский сельсовет: деревня Бабичево, посёлок Бабиченский, посёлок Дубовский, посёлок Киевский, Ново-Гумирово, Павловский, Утехаевский, Юрьевский.